# Casa de la Especiería
La Casa de Contratación de la Especiería, también llamada Casa de la Especiería, fue una institución que tuvo su sede en La Coruña, Galicia, España, de 1522 a 1529.

## Antecedentes
Tras el descubrimiento por Cristóbal Colón en 1492 de lo que se creía era la nueva ruta para las Indias, se suceden una serie de acontecimientos que tienen por objeto la regulación y control del comercio por parte de los Reyes Católicos. El más significativo de ellos es la fundación en el año 1503 por orden de los Reyes Católicos de la Casa de Contratación de Indias en Sevilla, con el objetivo de controlar y registrar el comercio de todas las mercancías y suministros relacionados con el comercio de las Indias, así como fiscalizar todas las mercancías (sobre todo oro y plata) provenientes de los nuevos territorios.
A las tierras que hoy llamamos América llegaron los españoles en el siglo XVI, los nativos de estas tierras producían riquezas pero pronto quedó claro que no eran la India a la que habían llegado los portugueses navegando hacia el este y de donde a partir de 1500 empezaron a traer a Europa grandes cantidades de especias. La monarquía española organizó varias expediciones navales para encontrar un paso marítimo alrededor de América. Tras varios intentos infructuosos, en 1519 partió una armada al mando de Fernando de Magallanes con esta misma misión.

## Concesión y funcionamiento

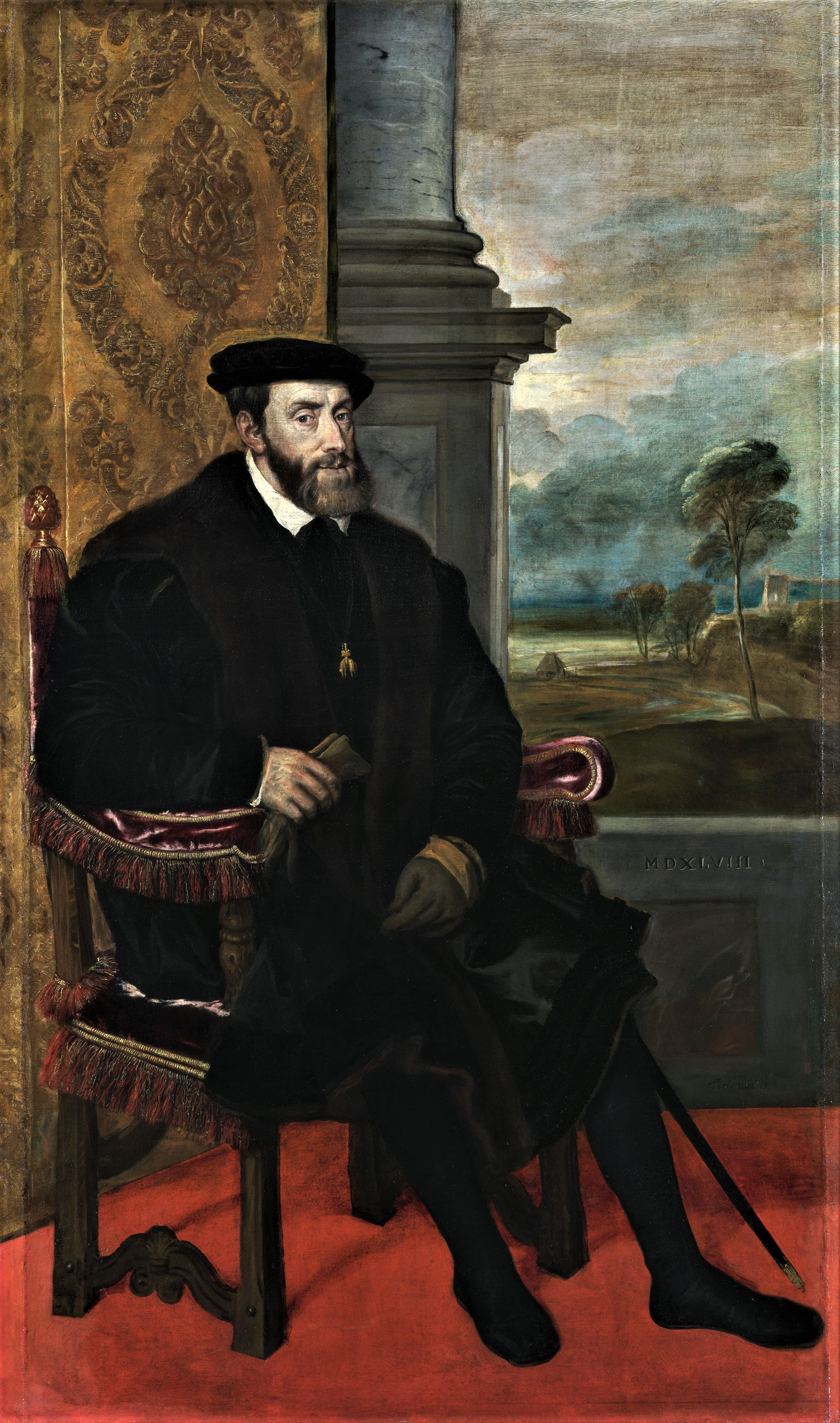
Retrato del monarca Carlos I de España y V del Sacro Imperio Romano Germánico

En 1520, aprovechando la estancia en Galicia del joven rey Carlos I, algunos nobles locales, entre los que destacaba Fernando de Andrade, solicitaron que se centralizase en el puerto de La Coruña todo el comercio de especias que iba a abrirse a raíz de la expedición de Magallanes. Argumentaban que La Coruña era un puerto muy seguro, que no tenía los fueros y libertades que limitarían el poder la Corona en otros puertos cantábricos y, sobre todo, que estaba más cerca que Sevilla de los mercados clave de especies en el noroeste de Europa.
El ya emperador Carlos concedió a la ciudad de La Coruña, el 22 de diciembre de 1522, la licencia para la creación de la Casa de la Especiería. Este decreto fue poco posterior al retorno a España de la única nave superviviente de la expedición de Magallanes, al mando de Juan Sebastián Elcano.
Los primeros oficiales de esta Casa fueron Bernardino Menéndez, como tesorero, y el poderoso mercader burgalés Cristóbal de Haro como factor, al cual sucedió Simón de Alcazaba.
Uno de los personajes relevantes que intercedieron en favor de la creación de esta Casa de la Especiería de La Coruña fue Jofre García de Loaysa, quien, junto con un poderoso grupo de comerciantes, se comprometió a sufragar y liderar una expedición con objeto de tomar posesión de las islas Molucas para la Corona (expedición a las islas Molucas), que partió en 1525.
La creación de la Casa de la Contratación de las Especias supuso un importante impulso económico para La Coruña, pero también convirtió a la ciudad en un atractivo objetivo para los piratas y los enemigos de la corona española.En cualquier caso, la duración de esta institución fue breve. Solo siete años después de su creación, en el año 1529, y cuando la expedición de Jofre García de Loaisa todavía no había regresado, se produjo la desaparición de la Casa de Especiería como resultado de los acuerdos alcanzados entre España y Portugal en el tratado de Zaragoza, en el que el Emperador cedió a Portugal sus derechos sobre las islas de las Especias a cambio de una gran suma de dinero.